# Liste der Naturdenkmale in Bad Schönborn
| Naturdenkmale | Anzahl |
| ------------- | ------ |
| FND           | 4      |
| END           | 1      |
| Gesamt        | 5      |

Die Liste der Naturdenkmale in Bad Schönborn nennt die verordneten Naturdenkmale (ND) der im baden-württembergischen Landkreis Karlsruhe liegenden Gemeinde Bad Schönborn. In Bad Schönborn gibt es insgesamt fünf als Naturdenkmal geschützte Objekte, davon vier flächenhafte Naturdenkmale (FND) und ein Einzelgebilde-Naturdenkmal (END).
Stand: 31. Oktober 2016.

## Flächenhafte Naturdenkmale (FND)
| Name                     | Bild | Kennung     | Einzelheiten  | Position | Fläche Hektar | Datum         |
| ------------------------ | ---- | ----------- | ------------- | -------- | ------------- | ------------- |
| Bergwiese                | BW   | 82151000004 | Bad Schönborn | ⊙        | 3,1           | 22. Feb. 1989 |
| Kiesgrube Hessel         | BW   | 82151000003 | Bad Schönborn | ⊙        | 0,7           | 1. Dez. 1986  |
| Magerwiese Pfarrwald     |      | 82151000005 | Bad Schönborn | ⊙        | 4,6           | 22. Feb. 1989 |
| Posidonien-Schieferwand  |      | 82151000001 | Bad Schönborn | ⊙        | 0,3           | 9. März 1987  |
| Legende für Naturdenkmal |      |             |               |          |               |               |

## Einzelgebilde (END)
| Name                     | Bild | Kennung     | Einzelheiten  | Position | Fläche Hektar | Datum        |
| ------------------------ | ---- | ----------- | ------------- | -------- | ------------- | ------------ |
| Waldspeierling im Brett  | BW   | 82151000006 | Bad Schönborn | ⊙        | 0,0           | 9. Dez. 1987 |
| Legende für Naturdenkmal |      |             |               |          |               |              |